# William Costello Kennedy
Pour les articles homonymes, voir William Kennedy et Kennedy.
William Costello Kennedy (27 août 1868-17 janvier 1923) est un homme politique canadien de l'Ontario. Il est député fédéral des Libéraux de Laurier et libéral de la circonscription ontarienne d'Essex-Nord de 1917 à 1923. Il est ministre dans le cabinet du premier ministre Mackenzie King.

## Biographie
Né à Ottawa en Ontario, Kennedy entre au cabinet du gouvernement de Mackenzie King à titre de ministre des Transports de 1921 à son décès en 1923.